# Објект (психоанализа)
Објект је у психоаналитичкој теорији, све оно (особе, предмети) на чему и помоћу чега нагонске жеље субјекта могу постићи свој циљ. Објект може бити стваран или имагинаран, спољашњи или унутрашњи, парцијалан или целовит, добар или рђав.